# Frau von Huldremose

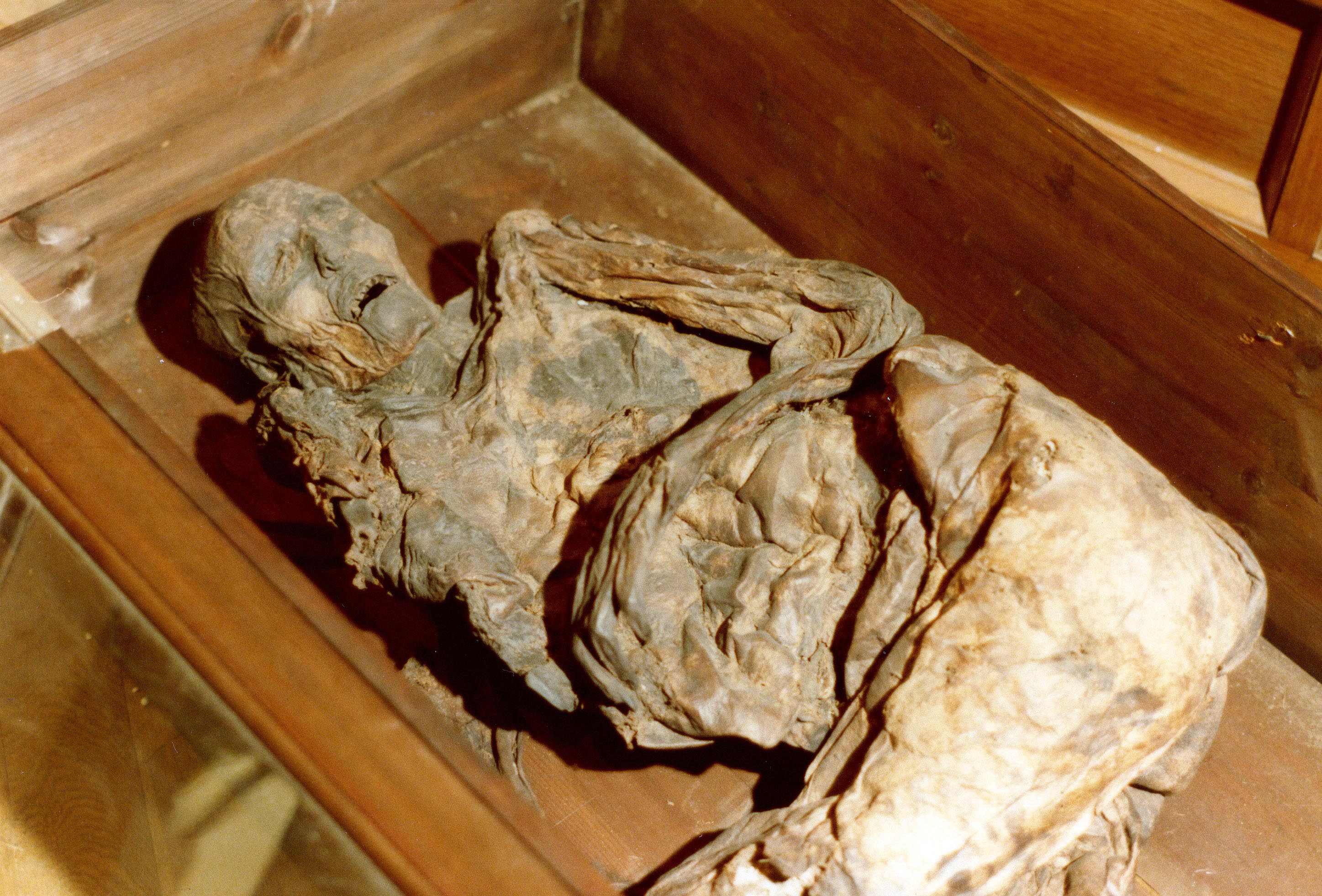
Frau von Huldremose

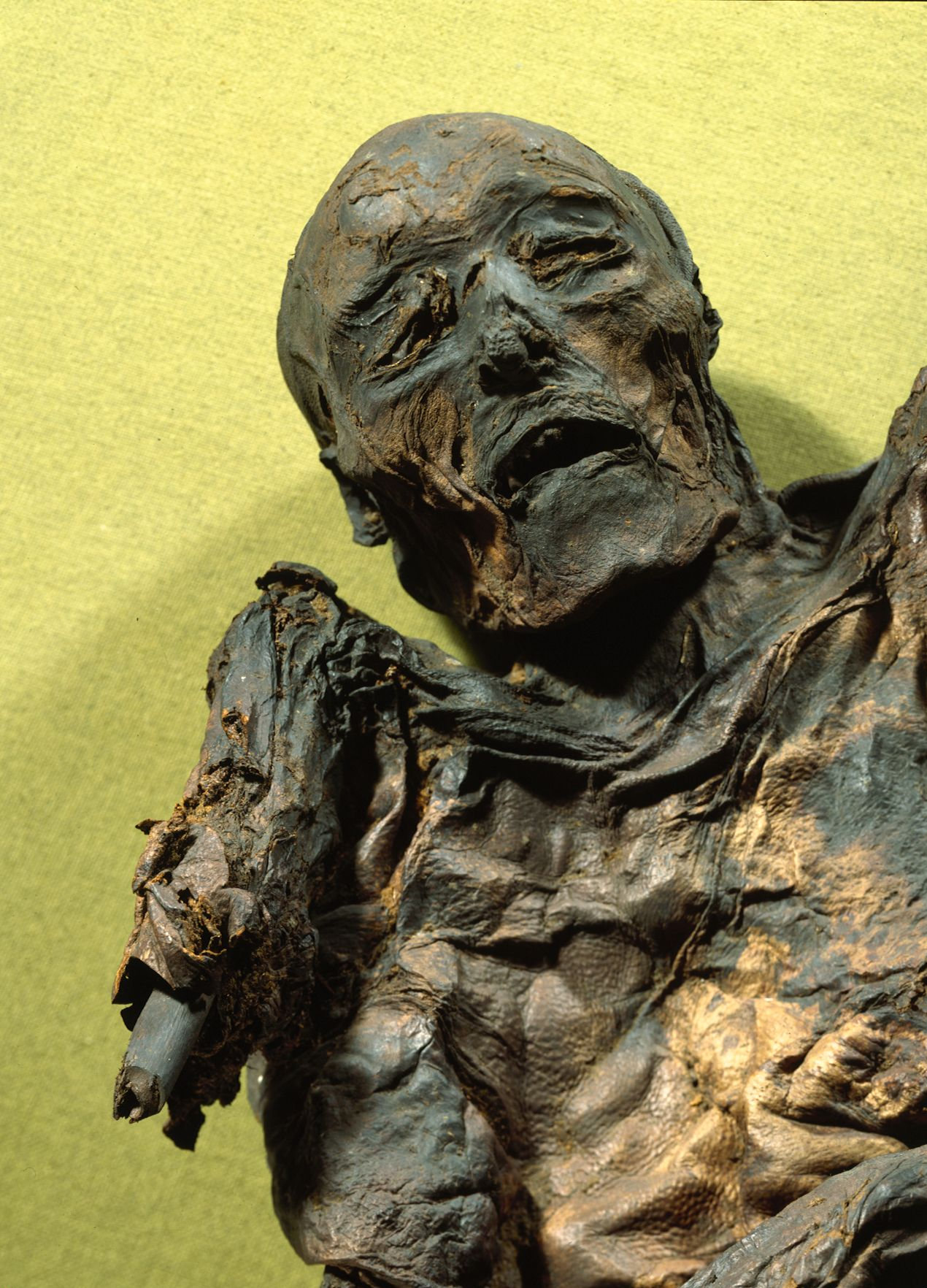
Detail des Oberkörpers der Frau mit dem deutlich erkennbar abgetrennten Oberarmknochen

Die Frau von Huldremose ist eine Moorleiche aus dem 2. Jahrhundert v. Chr., die 1879 im Huldremoor in der Nähe von Ramten im Kreis Aarhus in Dänemark beim Torfstechen gefunden wurde. Sie befindet sich in der Obhut des Dänischen Nationalmuseums in Kopenhagen und wurde bisher noch nicht öffentlich gezeigt. In den letzten Jahren gab es Pläne, die Moorleiche im Djursland Museum oder in einer Ausstellung im Stenvad Mosebrug Center auszustellen. Rekonstruktionen der Bekleidung finden sich in verschiedenen Museen, u. a. in Silkeborg.

## Fund
Am 15. Mai 1879 stieß der Hilfsarbeiter Niels Hansen, der für den Ramtener Schullehrer J. V. Nissen Torf stach, auf die etwa einem Meter unterhalb der Oberfläche liegenden Überreste der Leiche. Hansen benachrichtigte den archäologisch interessierten Lehrer Nissen, der sofort seine Arbeit unterbrach und im Beisein des Bezirks-Gerichtsvollziehers aus Grenå, eines Apothekers und eines Polizisten den archäologischen Fund ausgrub. Zur weiteren Untersuchung wurde die Leiche in die Scheune eines nahe gelegenen Bauernhofs gebracht, wo Nissen sie mit einem Skalpell reinigte. Beim Entkleiden der Leiche wurde klar, dass hier kein rezentes Verbrechen vorlag und dass es sich um einen historischen Fund handeln müsse. Der Amtsarzt Steenberg verfasste einen Bericht an das Königliche Museum für Nordische Altertümer in Kopenhagen und versprach, die Kleidungsstücke an das Museum zu senden. Nissen ließ Kleidungsstücke waschen und an der Luft trocknen. Diese Prozedur überstanden die Kleidungsstücke augenscheinlich ohne Schaden zu nehmen. Die Leiche wurde eingesargt und auf dem Friedhof der Ørum-Kirche begraben. Das Kopenhagener Museum telegrafierte zurück und bat ebenfalls um Überstellung des Leichnams. Zwei Tage nach der Bestattung wurde die Leiche wieder exhumiert und im Leichenhaus des Krankenhauses in Grenå zwischengelagert. Am 4. Juni 1879 wurde der Fund dann per Dampfschiff an das Museum in Kopenhagen überführt.
Fundort: 56° 26′ 39,7″ N, 10° 37′ 50,1″ O
Im Jahre 1907 gab das Dänische Nationalmuseum die Leiche an das Anatomische Institut der Universität Kopenhagen für weitere Untersuchungen. Auf beiden Seiten geriet der Fund in Vergessenheit und wurde erst 1976 in einer Kiste unter einem Tisch wiedergefunden. Es folgten eingehende medizinische Untersuchungen und im Anschluss wurde die Leiche an das Dänische Nationalmuseum zurück überstellt.

## Beschreibung

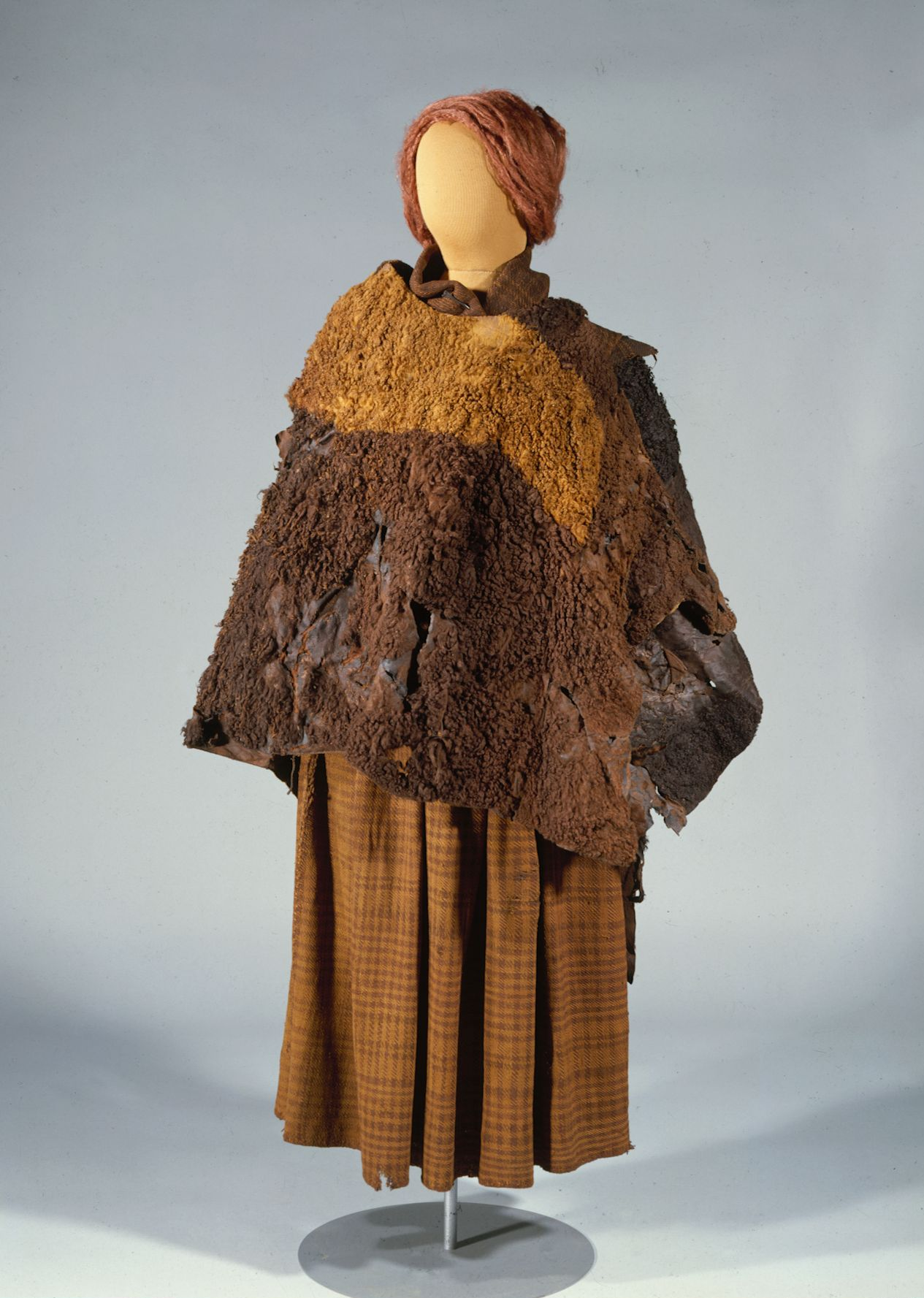
Die erhaltene Kleidung der Frau von Huldremose mit Rock, zwei Pelzumhängen und Schal

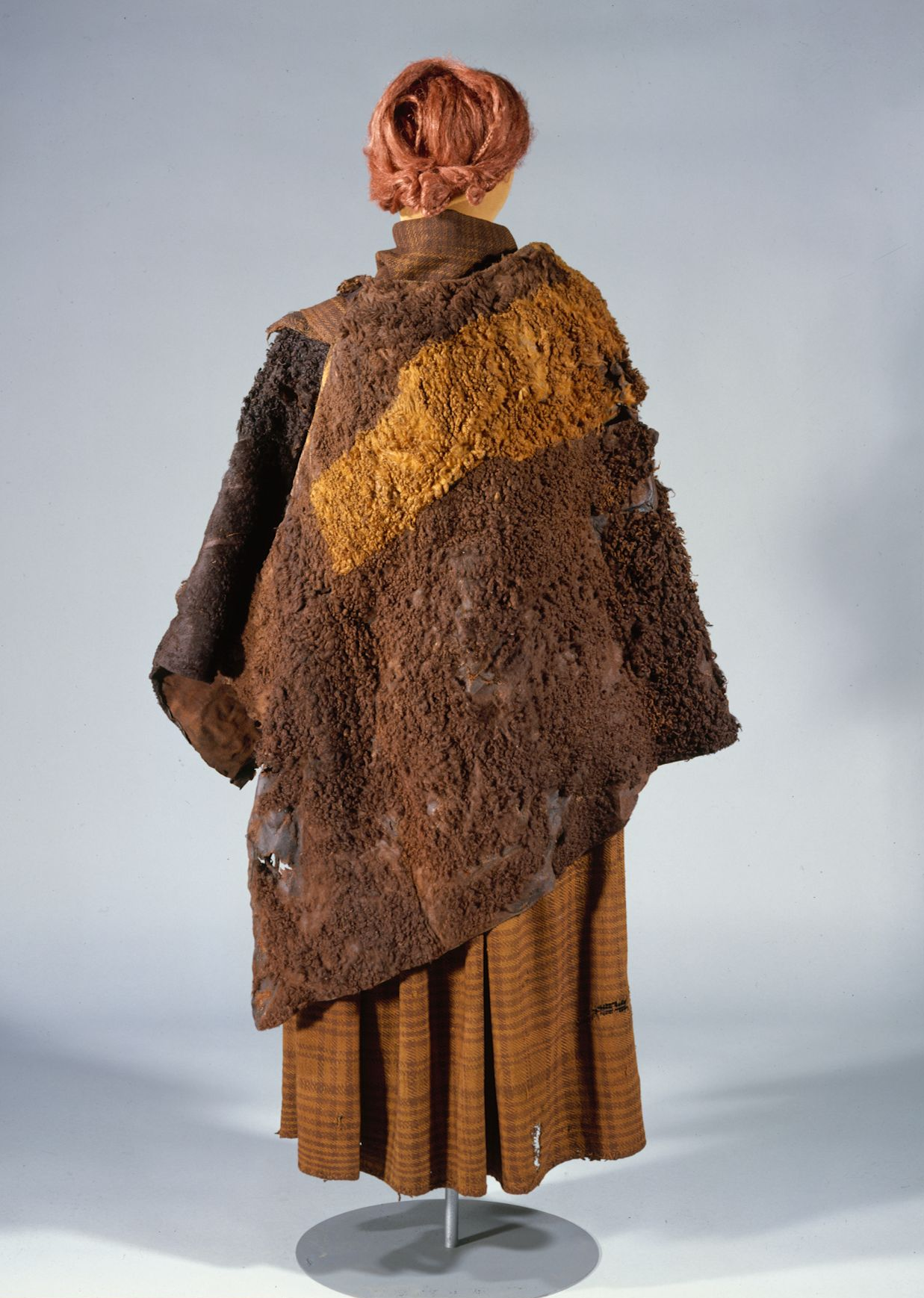
Rückenansicht

Die Tote lag mit angezogenen Beinen auf dem Rücken und war mit einem Ast beschwert. Der Körper der Frau ist nahezu vollständig erhalten. Vor ihrem Tode wurde der Frau der rechte Arm durch einen Hieb fast abgetrennt. Um die Schultern trug die Frau einen Umhang aus Schaffellen, um Kopf und Hals einen wollenen Schal und am Unterleib einen wollenen Rock. Im Pelzumhang wurde ein wollenes Haarband sowie ein Kamm gefunden. Weitere Bekleidungsteile wie beispielsweise eine Bluse oder Schuhe wurden bei der Ausgrabung nicht beobachtet. Um den Pelzumhang von der Leiche abnehmen zu können, wurde dieser aufgeschnitten. Der Schal wurde ebenfalls in zwei Teile zerschnitten und erst nachdem er von der Leiche entfernt worden war, wurde sichtbar, dass er unter dem linken Arm lediglich mit einer Knochennadel verschlossen war. Bei ihr wurden ein etwa 9 cm langer, sorgfältig verzierter Kamm aus Knochen und zwei Bernsteinperlen gefunden.

## Befunde
Die Frau von Huldremose war zum Zeitpunkt ihres Todes über 40 Jahre alt. Die Untersuchung des Mageninhalts erbrachte Reste von Roggen und gemeinem Spörgel, was darauf schließen lässt, dass die letzte Mahlzeit der Frau möglicherweise aus einem Brot oder Brei bestand. Außerdem wurden Spuren von tierischem Bindegewebe gefunden, was auf Fleisch im Essen hindeutet.
Eine Radiokohlenstoffdatierung ergab, dass sie im 2. Jahrhundert vor Chr. verstarb und ins Moor gelangte. Eine in den 1970er Jahren untersuchte Probe aus der Leiche ergab einen Todeszeitpunkt zwischen 200 vor Chr. und 350 nach Chr. Eine neuere, 2007 untersuchte Probe aus der Kleidung wurde in den Zeitraum zwischen 350 und 41 vor Chr. datiert, wobei dieses Ergebnis aufgrund der neueren Untersuchungsmethoden eine höhere Wahrscheinlichkeit besitzt. Die Frau starb somit in der skandinavischen vorrömischen Eisenzeit.

### Kleidung
Die außerordentlich gut erhaltenen Kleidungsstücke der Frau von Huldremose sind ein wichtiges Dokument für die Mode der ersten vorchristlichen Jahrhunderte in Nordeuropa.
Über den Schultern trug die Frau zwei Umhänge aus Schafspelz. Den oberen trug sie mit der Fellseite nach außen und den unteren mit der Fellseite nach innen. Der obere Umhang hat eine Breite von 170 cm und eine Höhe von 82 cm und ist aus fünf rechteckigen sowie zwei kleineren dreieckigen Stücken Lammfell vernäht. Die verwendeten Fellstücke sind verschiedenfarbig und wurden so zusammengesetzt, dass ein dekoratives Muster entstand. Zudem ist auf der Fleischseite im oberen Bereich eine Randeinfassung aus dunklem Schafleder aufgenäht. Der innere Umhang ist mit 150 mal 80 cm² nur geringfügig kleiner und aus sieben bis acht meist rechteckigen Lammfellstücken sowie 22 kleineren Flicken aus Ziegen- und Rehfell vernäht. Beide Umhänge haben eine asymmetrische Form und einen ausgeprägten Halsausschnitt. Um Hals und Kopf trug sie einen karierten Schal aus Wollstoff, der mit einer Nadel aus Vogelknochen zusammengesteckt war. Der Schal hat eine Länge von 139 bis 144 cm und eine Breite von etwa 49 cm. Ein langer Rock, mit eingewebtem Karomuster, reichte ihr bis auf die Knöchel und war in der Taille mit einem Lederband zusammengehalten. Mit einem 75 cm langen, gewebten Wollband hielt sie vermutlich ihre Haare zusammen. Eine Bluse oder andere Oberbekleidung ist nicht erhalten – diese könnte aber durch die besonderen Erhaltungsbedingungen für organisches Material im Moor vergangen sein, wenn sie aus Pflanzenfasern, z. B. Leinen, bestand. Ein winziger Faden aus Pflanzenfaser und Abdrücke eines in Leinwandbindung gewebten Stoffes auf der Haut, gefunden bei einer Nachschau 2007, nähren jedenfalls die Annahme eines pflanzenfaserigen Untergewandes zumindest am Oberkörper.
Eine strontiumisotopenanalytische Untersuchung der Wollfasern aus der Kleidung ergab, dass deren Wolle aus drei verschiedenen Provenienzen entstammte. Demnach stammte ein Teil der Wolle aus lokaler Produktion. Die anderen beiden Wollsorten wiesen Isotopenmuster auf, die für in Nordskandinavien aufgewachsene Schafe typisch sind. Möglicherweise wurde diese Wolle als Rohmaterial oder als bereits verarbeitetes Halbfabrikat, wie gesponnenes Garn, aus entfernteren Regionen verhandelt.